# مغذي

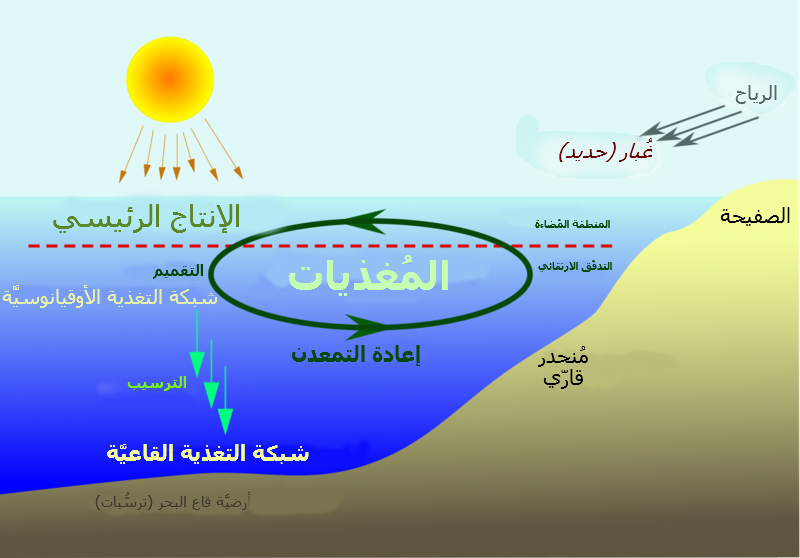
دورة المغذيات في المحيطات.

المغذّيات هي مواد كيميائية يحتاجها الكائن الحي لكي يحيا وينمو، وتلعب دورا في تمثيل الجسم الغذائي ويحصل عليها الكائن الحي غذاءً من الوسط الذي يعيش فيه.
تقوم المغذيات ببناء وترميم أنسجة الجسم، وتنظم العمليات الحيوية في الجسم، وتتحول إلى طاقة (حرارة)
وتمد الجسم بالطاقة. وتختلف طرق الحصول على المغذيات من حيوان وبكتريا فهي تهضم الأكل بواسطة نظام للهضم، هذا بالمقارنة بالنباتات التي تحصل على موادها الغذائية من التربة عن طريق جذورها أو من الهواء.
تشمل المواد العضوية من المغذيات كربوهيدرات ودهن والبروتين أو ما تحتويه من لبنات في بنيتها مثل حمض أميني وفيتامينات. كما تحتوي المواد الغذائية على مواد كيميائية غير عضوية مثل مغذيات معدنية، والماء والأكسجين، فهي تعتبر أيضا من المغذيات. ويعتبر المغذي أنه «مادة غذائية ضرورية» إذا كان لا بد للجسم الحصول عليها من مصدر خارجي، إما لأن الكائن الحي لا يمكنه تكوينها بنفسه أو لا يمكنه إنتاجها بالكميات الضرورية. وتقسم المغذيات إلى مغذيات صغرى micronutrient حيث يحتاج الجسم كميات صغيرة منها، ومن المغذيات ما يحتاجها الجسم بكميات كبيرة وهذه تسمى مغذيات كبيرة macronutrients. ولا بد للكائن الحي الحصول على المواد المغذية بكميات معينة ليكون سليما وصحيحا وإلا تضرر إذا حصل على نقص منها.
يحصل الشخص البالغ على  المغذيات الصغرى من غذائه، وهي تكون في حدود 100 مليجرام يوميا من كل مادة.
انظر تغذية متوازنة للتعرف على دور المغذيات في حياة الإنسان.

## أنواع المغذيات
تعرف المغذيات الكبرى  بطرق عديدة:

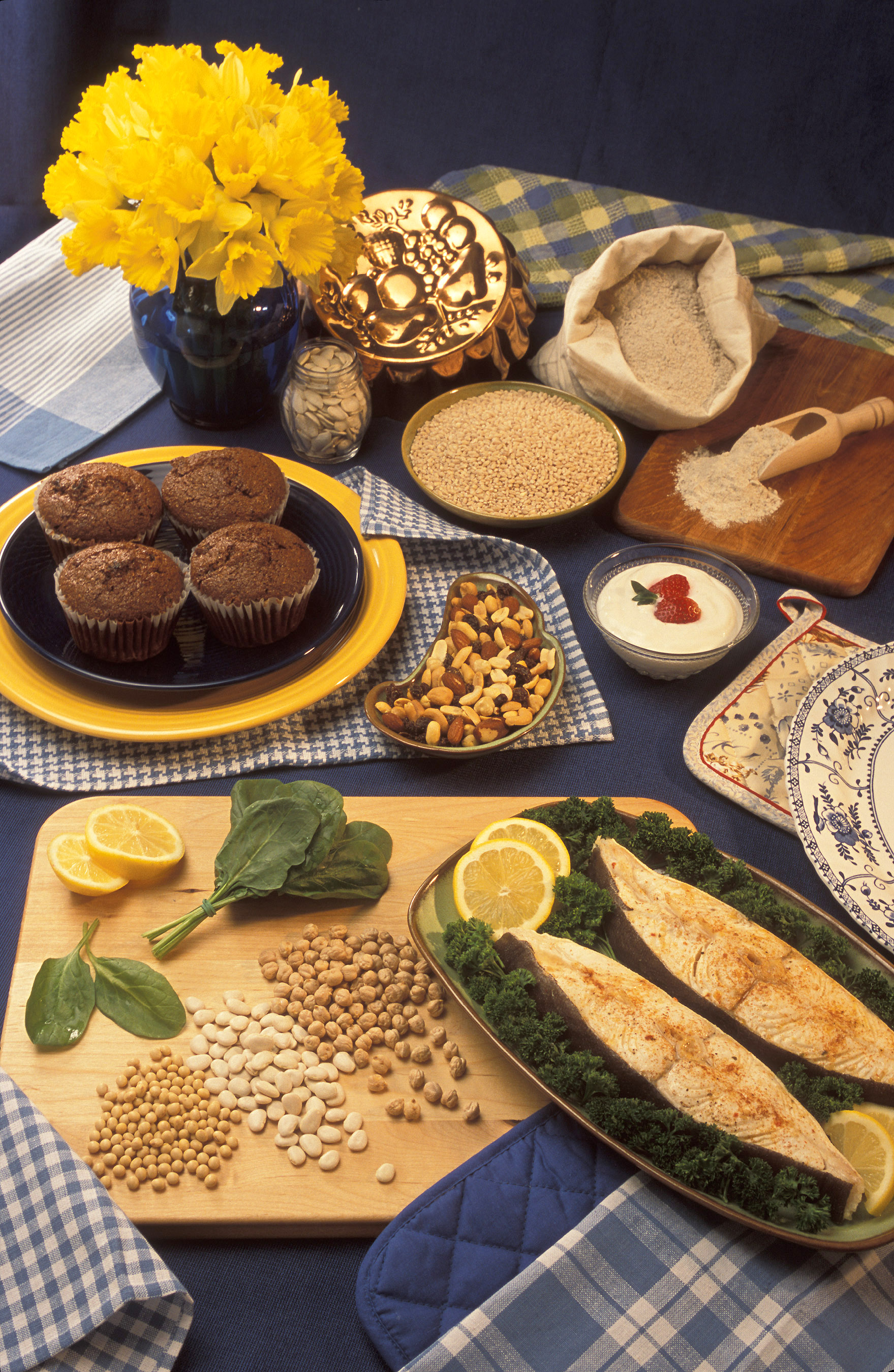
مواد غذائية غنية بالمغنسيوم.

- العناصر الكيميائية التي يحصل عليها الإنسان بكميات كبيرة مع غذائه وهي الكربون، والهيدروجين والنيتروجين والأكسجين والفوسفور والكبريت.
- مركبات كيميائية يتناولها الإنسان بكميات كبيرة تمده بالطاقة، وهي الكربوهيدرات والبروتين والدهون. الماء والأكسجين من الهواء ويحصل عليهما بكميات كبيرة أيضا، ولكنهما لا تعتبران غذاءا أو مادة غذائية.
- يضاف الكالسيوم وملح الطعام (وهو يحتوي على الصوديوم والكلور) والمغنسيوم والبوتاسيوم ومعهم الفوسفور والكبريت أحيانا إلى قائمة المغذيات حيث يحتاجها الجسم بكميات كبيرة بالمقارنة بالفيتامينات والمعادن، التي يحتاج الجسم إليها بكميات صغيرة. وتسمى تلك الفئة أحيانا عناصر كبرى معدنية macrominerals .

### مواد تمد الجسم بالطاقة
- تتكون الكربوهيدرات من عدة سكريات. وتقسم السكريات إلى سكريات أحادية مثل الجلوكوز والفركتوز، وسكريات ثنائية مثل السكروز ولاكتوز، وهناك متعددة السكريات مثل النشا والسيليلوز.
- البروتينات وهي مواد عضوية تحتوي على أحماض أمينية (وتسمى أحماض أمينية أساسية) ويحصل الإنسان عليها من غذائه. وتتفكك البروتينات أثناء التمثلي الغذائي في الجسم إلى أحماض أمينية.
- الدهن ويحتوي على جزيئ جلسرين متصل به ثلاثة أحماض دهنية fatty acid. والأحماض الدهنية هي عبارة عن سلسلات من الكربوهيدرات غير متفرعة متصلة ببعضها البعض برابطة أحادية (حمض دهني مشبع) أو تكون السلسلات مترابطة بروابط ثنائيو وأحادية (احماض دهنية غير مشبعة). ووظيفة الدهون في الجسم هو ضمان أداء أغشية الخلايا لوظيفتها، وزيادة مقاومة الجسم على تحمل الصدمات، ولضبط درجة حرارة الجسم مستقرة، وللمحافظة على سلامة البشرة والشعر. ولا يستطيع الجسم إنتاج بعض الأحماض الدهنية المسماة بالأحماض الدهنية الأساسية ولا بد للإنسان أن يحصل عليها من غذائه.

تحتوي الدهون على طاقة قدرها 9 سعرات كبيرة/جرام (~37.7 كيلو جول/جرام); والبروتينات والكربوهيدرات تحتوي كل منها على 4 سعرات كبيرة/جرام (أي نحو ~16.7 كيلو جول/جرام). كما يحتوي الإيثانول (الكحول) على طاقة قدرها 7 سعرات كبيرة/جرام (~29.3 كيلو جول/جرام).

### مواد تدعم التمثيل الغذائي

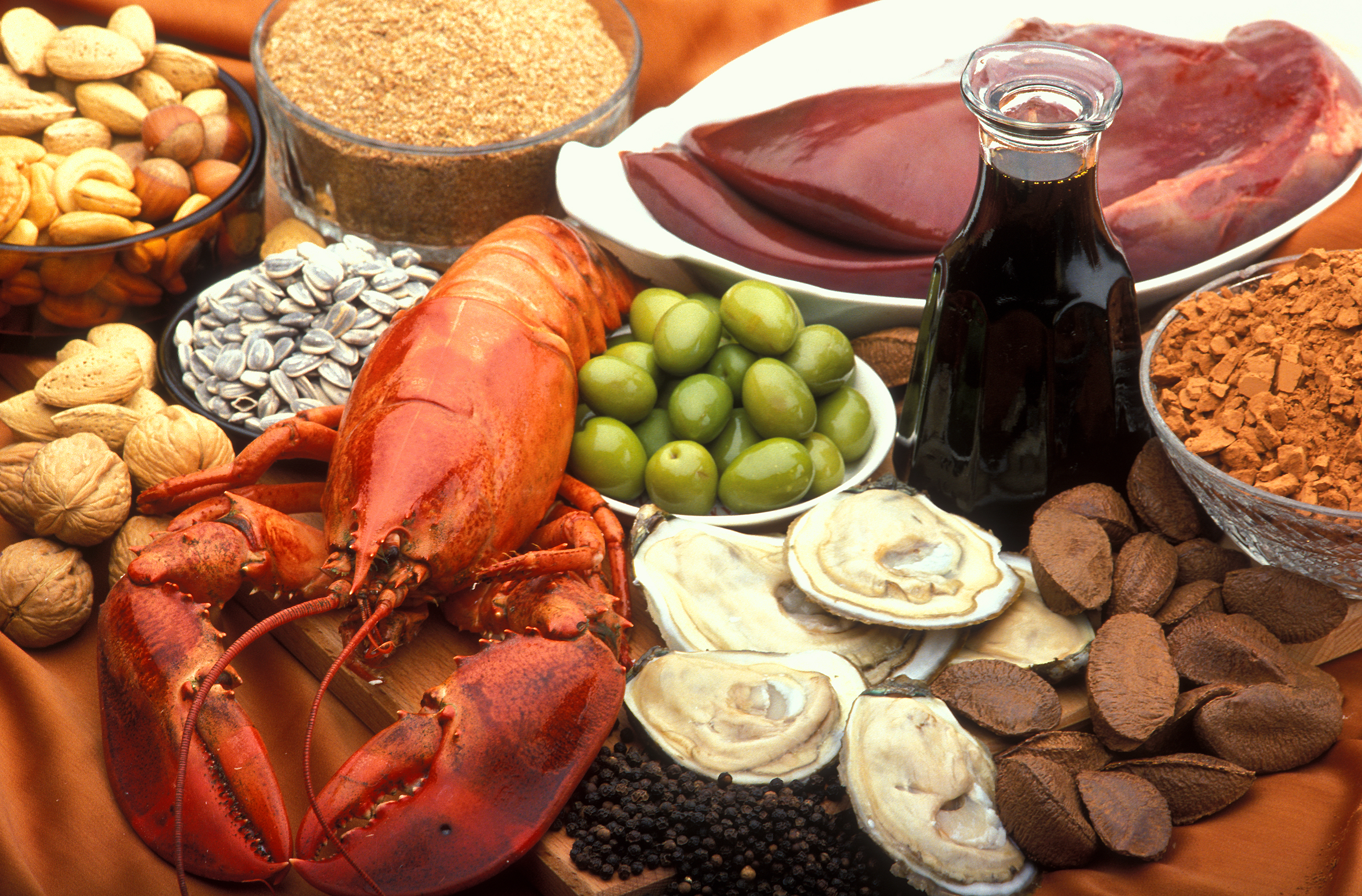
مواد غذائية مختلفة غنية بالنحاس.

- توصف «المعادن الغذائية» Dietary mineral بالمعادن الزهيدة trace elements ، وأملاح وأيونات مثل النحاس والحديد. ومن ضمن تلك المعادن ما هو ضروري في التمثيل الغذائي للإنسان.
- الفيتامينات وهي مركبات عضوية ضرورية للجسم، ويحتاج الجسم إلى القليل منها. وهي تعمل بمثابة إنزيمات و«مساعدات إنزيمات»cofactors ، cofactors لمختلف بروتينات الجسم.
- الماء ضروري للحياة وهو المذيب الذي تتم فيه جميع التفاعلات الضرورية للكائن الحي.

بالنسبة إلى النباتات فهي تستمد مواد المغذية لها من التربة ومن الهواء، وبعضها يستمد غذاءها من الماء كما هو الحال بالنسبة إلى النباتات المائية. بعض النباتات التي تمثل جزءا صغيرا من المملكة النباتية تهضم المواد الغذائية خارجيا (تسمى نباتات لاحمة) من حشرات قبل أن تستغلها في تأدية الوظائف الحيوية المختلفة.
العناصر الكيميائية التي يستهلكها النبات بكثرة هي: الكربون، الهيدروجين والأكسجين. وهذه توجد في الوسط المحيط بالنبات في هيئة ماء وثاني أكسيد الكربون، وتستمد الطاقة من أشعة الشمس.
كما يحتاج النبات إلى النتروجين والفسفور والكبريت بكميات تعتبر أيضا كبيرة. كل هؤلاء هم «الستة عناصر الكبار» المكونة للمغذيات الكبيرة  للكائنات الحية، وهي التي تبني البروتين والدهن والدنا. وقد أخذ العلماء الحرف الأول من كل اسم من تلك العناصر ورصّوها في تسمية سهلة الحفظ CHNOPS.
وعادة يكون مصدر تلك العناصر مادة غير عضوية (مثل ثاني أكسيد الكربون، والماء ونيترات وفوسفات وسلفات) أو من مصدر عضوي (مثل الكربوهيدرات وليبيد وبروتينات. كما تستمد مركبات كيميائية مثل الجزيئات الثنائية الذرات كالنيتروجين والأكسجين.
بعض العناصر الكيميائية الأخرى ضرورية لتأدية بعض العمليات الحيوية ولتكوين بنية، (انظر مغذي أصغر لتكملة المعلومات)
وبعض تلك المواد تعتبر مغذيات كبرى  لبعض الكائنات. ويحفظها بعض الطلبة: C. HOPKiN'S CaFe Mg (to be used as C. Hopkins coffee mug) كجملة سهلة الحفظ لتذكر قائمة العناصر: الكربون والهيدروجين والأكسجين والفسفور والبوتاسيوم والنيتروجين والكبريت والكالسيوم والحديد والمغنسيوم. وفي بعض الأحيان تضم إيليهم السليكون والكلور والصوديوم والنحاس والزنك والمولبدنوم، ولكن هؤلاء يعتبرون في حالات أخرى «مغذيات صغرى».

### المغذيات الكبرى المسبقة
هو نظام غذائي حيث تؤكل كميات صغيرة من المغذيات الكبرى قبل كل وجبة، بفترات متباعدة، ثابتة. الالياف المتواجدة في المغذيات المسبقة تعطي احساس بالشبع وامتلاء المعدة.
ألياف «غلوكومانان» مصدق عليها بواسطة الهيئة الأوروبية لسلامة الأغذية  لفائدتها في خسارة الوزن. المغذيات المسبقة يجب ان يحتوي على مؤشر جلايسيمي منخفض، بالإضافة إلى سعرات حرارية قليلة.  

## وصلات خارجية
- موقع nutrition.gov
- موقع صحة - صفحة التغذية

### أخبار
- البدانة وسبل مواجهتها-الجزيرة.نت